# Grisnik Petra
Grisnik Petra (Pécs, 1986. október 16. –) magyar színésznő.

## Életpályája
Horvát nemzetiségi családban nevelkedett a Pécs melletti Kökényben. A pécsi Miroslav Krleža Horvát Általános Iskolában, majd a Leőwey Klára Gimnáziumban tanult. Már gyerekként fellépett 1999-től a Pécsi Horvát Színházban. 2008-ban végzett a Kaposvári Egyetem színművész szakán. Gyakorlatát a kaposvári Csiky Gergely Színházban töltötte, melynek tagja volt aztán 2008-2014 között. 2014-től szabadúszó.

## Fontosabb színházi szerepei
- Bolba Tamás – Szente Vajk – Galambos Attila: Csoportterápia (Natasa) – 2019 (Kőszegi Várszínház)
- Jean Poiret: Kellemes Húsvéti Ünnepeket! (Julie) – 2016/2017
- Háy János: A Halottember (Kórus, Kórus, Kórus) – 2016/2017
- Dés Mihály: Pesti Barokk (Szereplő, Szereplő) – 2016/2017
- Robert Thomas: Nyolc Nő (Susanne) – 2015/2016
- Ken Kesey: Száll A Kakukk Fészkére (Williams Ápolónő, Candy Starr) – 2015/2016
- Stephen Schwartz: Godspell (Szereplők) – 2015/2016
- Esterházy Péter: Hrabal Könyve (Szereplő) (Rendező) – 2014/2015
- Petr Zelenka: Hétköznapi Őrületek Történetei (Sylvia ) – 2014/2015
- Osztrovszkij: Jövedelmező Állás (Julinyka) – 2013/2014
- Székely Csaba: Bányavakság (Izabella, A Lánya) – 2013/2014
- Váradi R. Szabolcs: Továbbisvan (Szereplő) – 2013/2014
- Thomas Mann: 111 (Lány) – 2013/2014
- Móra Ferenc – Fábri Zoltán – Deres Péter: Hannibál Tanár Úr (Mici) – 2012/2013
- Gádor Béla – Tasnádi István: Othello Gyulaházán (Pálmai Viola, Drámai Szende ) – 2012/2013
- Makszim Gorkij: Éjjeli Menedékhely (Nasztya, Egy Álmodozó Lány) – 2012/2013
- Tasnádi István: Finito (Reszlik Hajnalka Myrtill, Riporter) – 2011/2012
- Jon Fosse – Szophoklész: Antigoné (Antigoné) – 2011/2012
- Lovasi András – Háy János: A Kéz (Másik Csaj) – 2011/2012
- Sofi Oksanen: Tisztogatás (Zara) – 2011/2012
- Dale Wasserman – Mitch Leigh – Joe Darion: La Mancha Lovagja (Rab) – 2010/2011
- William Shakespeare: Ahogy Tetszik (Juci, Pásztorlány) – 2008/2009
- Mihail Bulgakov: Bíborsziget (Lady Glenervan, Anasztazija) – 2007/2008
- Eisemann Mihály – Somogyi Gyula – Zágon István: Fekete Péter (Marthe, Fleuron Leánya) – 2007/2008
- Davor Špišič: „T” Küldetés (Paloma, Kirakati Baba, Egy Óriási „Mű Szív”) – 2005/2006

## Filmes és televíziós szerepei
- Tóth János (2017)
- Korhatáros szerelem (2018)
- Alvilág (2019)
- Seveled (2019)
- Drága örökösök (2020)
- Hazatalálsz (2023)
- Gólkirályság (2023)

## Díjai és kitüntetései
- Junior Prima-díj (2011)
- Nagymama-díj (2013)